# شب‌دوست پنجه‌سوزنی
شب‌دوست پنجه‌سوزنی(نام علمی: Euoticus) نام یک سرده از تیره شب‌دوستان است.